# Wasli

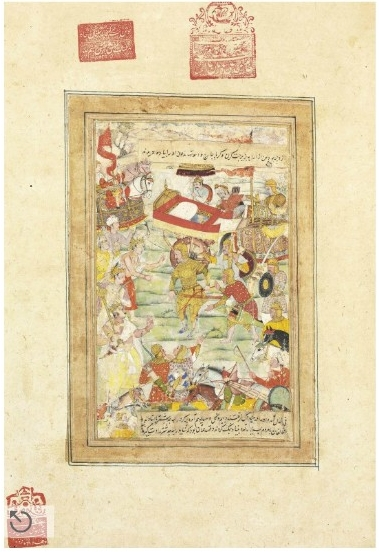
Eine auf Wasli gemalte Miniatur aus Indien

Wasli, auch Wasli-Papier, ist ein spezielles, handgefertigtes Papier für die Malerei von Miniaturen. Es wurde im 10. Jahrhundert in Indien entwickelt. Es wird aus mehreren Lagen Papier und einer speziellen, mit Kupfersulfat oder Kaliumalaun gemischten Stärkepaste (Nasha) laminiert. Das Papier wird dann mit der Hand, entweder mit glattem Glas oder einer Muschel poliert, bis es glänzend und glatt ist und nur noch ein minimales wahrnehmbares Korn hat.
Neueste Anwendungen von Wasli reichen von der klassischen/traditionellen Malerei mit Deckfarben an Bauwerken bis zu Miniaturmalereien. Das Wort Wasli kam aus dem persischen Wort Vasl, was Union bedeutet (zusammenkommen, eins sein).
Wasli ist ein säurefreies Papier und hat archivalische Qualitäten. Insekten können das Papier nicht fressen, weil Kupfersulfat (Neela Thootha) bei der Herstellung verwendet wird.